# Tico Records
Tico Records es una casa discográfica de la Ciudad de Nueva York fundada en 1948 por George Goldner y más tarde adquirida por Morris Levar e incorporada a Roulette Records.
Esta casa discográfica se especializaba en música latina y fue de gran importancia para impulsar y descubrir talentos como Ray Barretto y Tito Puente. En 1974, Fania Records adquirió Tico Records añadiéndole a su catálogo de música tropical. En 1981 dejó de producir nuevas canciones pero hasta el día de hoy reestrena catálogos bajo ese nombre.